# 獨角仙
獨角仙（學名：Trypoxylus dichotomus ），又稱為 雙叉犀金龜，是一種體型較大的金龜子科兜蟲亞科的甲蟲，雄性成蟲的頭部長有一支兩邊對稱、雙分叉的巨型犄角，前胸背板則有一個分叉的小胸角。主要分佈在日本本州以南、臺灣、華中、華南及朝鮮半島等地，屬於常見物種。是最具代表性的兜蟲之一。

## 名稱
在日語中，獨角仙被俗稱為 ，因其雄蟲的頭角與胸角神似日本武士的頭盔 (カブト)，故「兜蟲」在部分華語使用地區亦成為本種及其親緣類群的俗稱。

## 生態
獨角仙在東亞還有東南亞廣泛的分布，幼蟲以腐植土為食，成蟲以腐爛的水果，樹汁或是果凍維生，但是成蟲酷愛光臘樹的樹汁，在棲息地的光臘樹樹幹基本上都能看到成群結隊的獨角仙成蟲。獨角仙的幼蟲期穩定，不論雄蟲或是雌蟲都是10個月左右，羽化後的蟄伏期相比大型兜蟲的1個月，獨角仙只需要1周就能完成蟄伏。在台灣約梅雨季的5月過後，獨角仙就開始大量鑽出地表開始進行繁殖，大約在8月的時後銷聲匿跡。成蟲的壽命1到3個月，雌蟲有比雄蟲長壽的傾向。雄蟲雖然性格兇暴，但是在鬥敗後會很識趣的逃走，不會鬥到致死方休的程度。

## 飼養
獨角仙是極容易飼養成蟲的入門昆蟲寵物，牠們的幼蟲對環境、溫度、飼料有極高的接受度，只要定時清理糞便更換牠們的食物腐植土，獨角仙幼蟲幾乎都能成功的羽化成蟲，獨角仙幼蟲雖然對環境的適應力強但是太過惡劣的環境有可能讓獨角仙受到感染黑斑病(幼蟲因感染而啟動免疫系統造成的黑斑)以及白僵菌都是幼蟲易得到的傳染病。此外，如果飼育者過度的干擾幼蟲時常使幼蟲處在躁動狀態下，輕則羽化出超小型個體，重則可能導致幼蟲絕食死亡。

## 亞種
- T. d. dichotoma：分布於中國大陸。
- T. d. inchachina：分布於群久米島。
- T. d. politus：分布於泰國。
- T. d. septentrionalis：分布於日本、朝鮮半島和中國大陸。
- T. d. takarai：分布於群沖繩島。
- T. d. tunobosonis：分布於臺灣。[1][2][3][4]
- T. d. peregrinus ：分布於臺灣東部以及蘭嶼、綠島

## 影視形象
- 《甲蟲王者》- 睦羲王/昆蟲王
- 《假面騎士Stronger》
- 《假面騎士空我》 - 未確認生命體46號 / Go-Gadoru-Ba
- 《忍風戰隊破裏劍者》 - 兜雷者
- 《假面騎士KABUTO》 - 假面騎士Kabuto、假面騎士Dark Kabuto
- 《假面騎士DECADE》 - 獨角仙Fangire、首領蟑螂
- 《侍戰隊真劍者》 - 兜蟲折神
- 《天裝戰隊護星者 》 - 護星甲蟲
- 《特命戰隊Go Busters》 - Beet Buster
- 《假面騎士Build》 - 「甲蟲（Kabutomushi）」滿裝瓶
- 《精可》- 全第214號精靈「 赫拉克羅斯 」以獨角仙為原型創作
- 《甲小》- 主角「卡布達（カブタック / Kabutakku）」是搭載獨角仙型生物核芯的機器人
- 《假面騎士REVICE》 - 假面騎士Vail
- 《虫王战队超王者》-神独角仙

## 延伸閱讀
- 小林準治; 手塚治虫. 朱耀沂（翻譯） , 编. . 玉山社. 2004-01-03 [2004]. ISBN 986-781-944-6 （中文）.（繁體中文）
- 维基共享资源上的相關多媒體資源：獨角仙